# SAMPA török nyelvhez
A SAMPA török nyelvhez a török nyelv betűinek kiejtéséhez készült táblázat, mely az IPA jeleit ASCII formában ábrázolja.

## Betűkészlet
| Betű | SAMPA | IPA | Példa törökül | Megjegyzés |
| ---- | ----- | --- | ------------- | ---------- |
| a    | a     | a   | kal           |            |
| b    | b     | b   | baba          |            |
| c    | dZ    | d͡ʒ  | cam           |            |
| ç    | tS    | tʃ  | çorba         |            |
| d    | d     | d   | dede          |            |
| e    | e     | e   | eyvah         |            |
| f    | f     | f   | ferman        |            |
| g    | g     | g   | göz           |            |
| ğ    | G     | ɣ   | dağ           | Megj.      |
| h    | h     | h   | hasta         |            |
| i    | i     | i   | bir           |            |
| ı    | 1     | ɨ   | kıl           |            |
| j    | Z     | ʒ   | müjde         |            |
| k    | k     | k   | kart          |            |
| l    | l     | l   | lale          |            |
| m    | m     | m   | mart          |            |
| n    | n     | n   | yani          |            |
| o    | o     | o   | kol           |            |
| ö    | 2     | ø   | göl           |            |
| p    | p     | p   | posta         |            |
| r    | r     | r   | kar           |            |
| s    | s     | s   | ses           |            |
| ş    | S     | ʃ   | şal           |            |
| t    | t     | t   | torba         |            |
| u    | u     | u   | ulu           |            |
| ü    | y     | y   | ürkek         |            |
| v    | v     | v   | ver           |            |
| y    | j     | j   | yat           |            |
| z    | z     | z   | gaz           |            |

Megjegyzés: a hosszú magánganzók jelölésére kettőspontot használnak: hala [ha:la:] („még mindig”)

## Külső hivatkozások
- X-SAMPA - IPA conversion tool[halott link] (angolul)